# EXOSAT
EXOSAT è l'acronimo di European X-Ray Observatory Satellite, e indica uno dei primi satelliti artificiali sviluppato dall'Agenzia Spaziale Europea (ESA) e lanciato il 26 maggio 1983.

## Caratteristiche
Lo scopo della missione era l'osservazione delle nane bianche, delle stelle di neutroni, dei buchi neri e di altri fenomeni astronomici attraverso le radiazioni X emesse. Le informazioni raccolte dall'EXOSAT (la cui missione durò fino al 1986) hanno permesso all'Europa di conquistare una posizione dominante in questo campo della ricerca.
L'ESA, partendo da questa missione, ha fatto dell'osservazione ai raggi X una delle caratteristiche principali del suo programma Horizon 2000 e ha poi lanciato anche il satellite XMM-Newton nel 1999.
Il carico consisteva in tre tipi di strumentazione:
- Due telescopi a bassa energia.
- Un contatore proporzionale a media energia che forniva dati spettrali e temporali nell'intervallo 1-50 keV di energia
- Un contatore di gas a scintillazione, che contava le radiazioni di particelle ionizzate.

Il satellite era per quell'epoca particolare, perché portava a bordo un computer che agevolava molto il lavoro dei tecnici a terra e consentiva ai ricercatori di modificare la gestione dei dati dei programmi.

## Storia
Tutto ebbe inizio nel 1973, quando fu approvata la missione, e continuò nel 1977, quando fu finanziata. Il lancio del satellite avvenne il 26 maggio 1983 mediante un razzo vettore Delta presso la base Vandenberg dell'USAF ed il satellite rimase operativo fino al 9 aprile 1986; esso pesava 510 kg, aveva un'altezza di 1,35 m ed un diametro di 2,1 m. Durante il periodo di operatività fece 1780 osservazioni sui più svariati oggetti, inclusi nuclei attivi di galassie, corone stellari, variabili cataclismiche, nane bianche, binarie a raggi x, ammassi di galassie, e resti di supernove.
L'orbita era molto diversa da quelle dei precedenti satelliti che studiavano i raggi X, perché era stata pensata per utilizzare le occultazioni lunari per la determinazione della posizione delle sorgenti X (tale modalità non fu mai utilizzata in quanto superata dalle capacità di imaging dei telescopi inseriti successivamente nel carico). L'apogeo era di 191 878 km ed il perigeo di 340 km, × 70,5°; gli strumenti operavano ad una altezza sopra i 50 000 km, al di fuori della cintura di radiazioni, e ciò permetteva un lavoro fino a 76 h, per un periodo dell'orbita di 90 h.